# Carnival Scenes
Escenas de carnaval (en rumano, De ce trag clopotele, Mitică?) es una película de dramática rumana de 1981 dirigida por Lucian Pintilie. Fue prohibido en Rumania y no se mostró hasta después de la revolución de 1989. La película fue seleccionada como la entrada rumana a la Mejor Película en Lengua Extranjera en la 63.ª edición de los Premios de la Academia, pero no fue aceptada como nominada.

## Reparto
- Victor Rebengiuc como Pampon
- Mariana Mihut como Mița Baston
- Petre Gherorghiu como Crăcănel
- Tora Vasilescu como Didina Mazu
- Gheorghe Dinică como Nae
- Mircea Diaconu como Iordache
- Ștefan Bănică
- Tamara Buciuceanu
- Ovidiu Schumacher